# Adayar
Adayar, född 31 mars 2018, är ett engelskt fullblod som började tävla 2020. Han tränas av Charlie Appleby och rids av William Buick eller  Adam Kirby. Han är mest känd för att ha vunnit 2021 års upplaga av Epsom Derby.

## Karriär
Adayar började tävla 2020 och har till november 2021 sprungit in 1,1 miljoner pund på 6 starter, varav 3 segrar och 2 andraplatser. Han har tagit karriärens hittills största segrar i Epsom Derby (2021) och King George VI and Queen Elizabeth Stakes (2021).
Adayar är en brun hingst efter Frankel, i dennes femte kull. Han var även lovande som tvååring och segrade i hans andra och sista start som tvååring, med nio längder. Som treåring inledde han säsongen med att bli tvåa i både Sandown Classic Trial och Lingfield Derby Trial innan han segrade i Epsom Derby. Då han segrade i King George VI och Queen Elizabeth Stakes blev han den första derbyvinnaren sedan hans farfar Galileo, som lyckades segra i båda löpen.